# Bandura (Instrument)

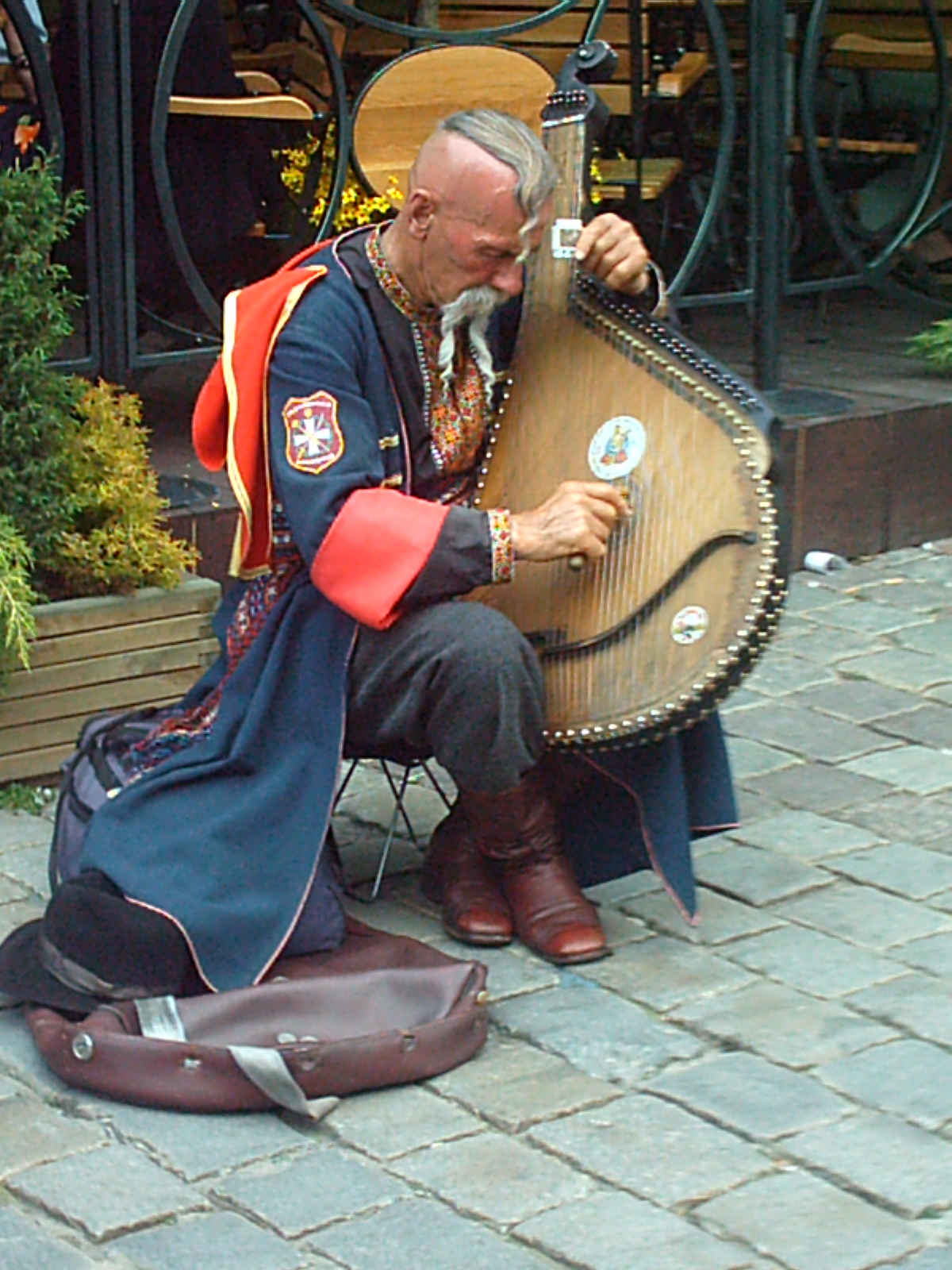
Der ukrainische Straßenmusikant Ostap Kindraczuk mit einer Bandura im polnischen Posen

Bandura, bandoura, „ukrainische Lautenzither“, ist ein gezupftes Lauteninstrument in der Ukraine, bei dem die Saiten in einer Ebene über den Hals und entsprechend einer Zither daneben über die Decke des Resonanzkörpers verlaufen und nicht verkürzt werden. Die gesamte Saitenzahl beträgt bis zu 65. Die Bandura wird mit beiden Händen gespielt und vereinigt die Spielweise beider Zupfinstrumente.

## Herkunft
Eine Laute wird in einer griechischen Chronik aus dem 6. Jahrhundert über Krieger aus dem Gebiet der heutigen Ukraine erwähnt, die lautenähnliche Instrumente spielten. Diese Lauten, Kobsa genannt, waren viel kleiner, runder und hatten weniger Saiten als die moderne Bandura. Mit der Zeit wurden mehr Saiten hinzugefügt, die dann an der Seite des Bauches befestigt wurden statt am Hals. Im Mittelalter wurde die Bandura an den Fürstenhöfen Osteuropas genauso bekannt wie die Laute in Westeuropa. Sie wurde hauptsächlich zur Begleitung von Tänzen und Liedern benutzt. Große Beliebtheit fand sie auch unter den ukrainischen Kosaken, die ein einmaliges Repertoire für das Instrument entwickelt haben. Aus ihren Reihen ist eine neue Form von ukrainischen Berufsmusikern entstanden, die den Troubadouren aus Frankreich ähneln. Sie wurden banduristi oder kobsari (Singular kobsar) genannt.
Zu Beginn des 20. Jahrhunderts nahm das Interesse an der Bandura wieder zu und sie wurde unter der Stadtbevölkerung sehr beliebt. Mit zunehmender Popularität von Bandura-Musikgruppen wuchs auch die Nachfrage nach neuen Instrumenten. Zu dieser Zeit gab es beträchtliche Neuerungen und Experimente mit der Spieltechnik und der Struktur der Bandura. Banduras wurden in Massenproduktion hergestellt. Sie hatten mehr Saiten und wurden chromatisch anstatt diatonisch gestimmt. Hebel wurden hinzugefügt, um das Stimmen zu beschleunigen. Es gab Unterrichtskurse, Komponisten wurden beauftragt, speziell für die Bandura Musikstücke zu verfassen. Die hohe Zeit der Bandura ging einher mit dem Erwachen des ukrainischen Patriotismus und dem Aufblühen der Künste.
Diese Phase hielt aber nicht lange an. Die sowjetische Regierung bekämpfte alle Spuren des ukrainischen Nationalbewusstseins und damit auch die entstehende ukrainische Kultur. 1935 wurden Kobsari aus allen Regionen der Ukraine unter dem Vorwand einer ethnographischen Konferenz nach Charkiw eingeladen, wo angeblich ihre Lieder und Geschichten gesammelt werden würden. Stattdessen wurden sie alle exekutiert. Verfolgung, Verhaftung und Exil wurden Alltag für zahllose ukrainische Künstler und Banduraspieler. Viele wanderten in die USA und nach Kanada aus, wo sie ihre Kunst weiter ausleben konnten.

## Bauform

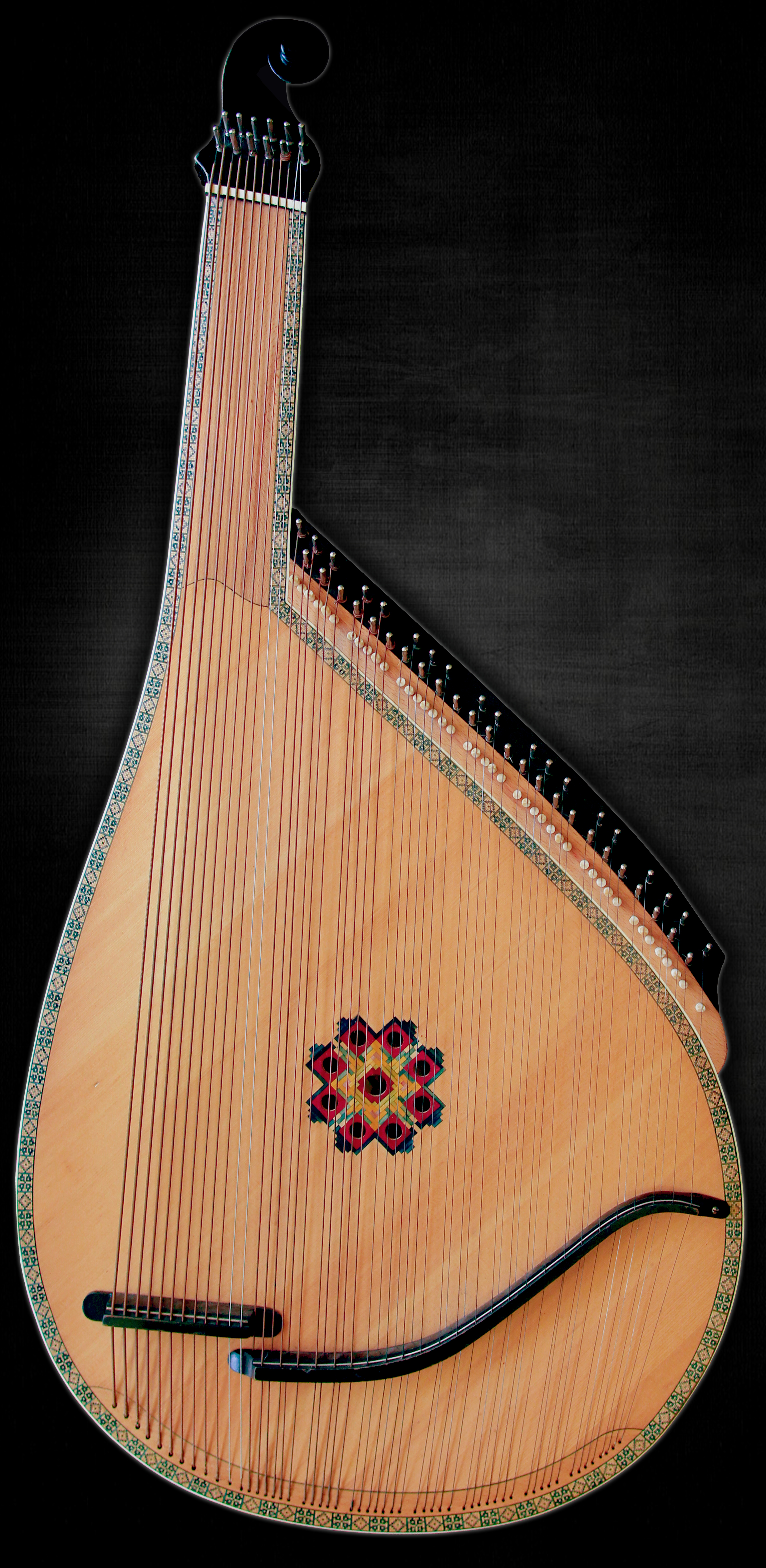
Kiewbandura aus der Tschernihiw-Musikinstrumenten-Manufaktur (gegr. 1933). Die Prystrunky-Saiten verlaufen rechts über den S-förmigen Steg, die Bass-Saiten links über den Hals.

Heute gibt es drei Haupttypen von Banduras in Konzertgebrauch:
- die klassische Bandura, diatonisch gestimmt, mit etwa 20 Saiten
- die Charkiwbandura, diatonisch oder chromatisch gestimmt, mit einem einzelnen Saitenmechanismus und 34 bis 65 Saiten
- die Kiewbandura mit 55 bis 64 Saiten, chromatisch gestimmt

Während die Kiewbandura in zwei Regionen der Ukraine in Massenproduktion hergestellt wird, ist die Charkiwbandura in der Ukraine praktisch verschwunden.
Für die klassische Bandura werden bei handwerklicher Herstellung Korpus und Hals aus einem Stück Vollholz mittels Hohldechsel und verschiedener Beitel ausgearbeitet.
Bei der Produktion der Kiewbandura in größeren Stückzahlen kommen dafür Fräsmaschinen zum Einsatz. Aufgrund der Größe des Instrumentes werden auch Böden aus Leimholz verarbeitet.
Unabhängig von der Art des Bodens wird der Wirbelkasten bzw. Wirbelstock von Bass- und Prystrunky-Saiten als zusätzliche Teile auf den Boden geleimt.
Bevorzugte Hölzer für den Korpus sind Weide, Ahorn oder Obsthölzer wie Kirsche und Birne. Wie bei allen Zupfinstrumenten bestimmt die Auswahl des Holzes Klangfarbe sowie Auskling- und Resonanzverhalten der Bandura.
Weiche Hölzer von geringer Dichte (z. B. Weide) lassen die Bandura „weich“ und „gedämpft“ klingen, während dichtere und härtere Hölzer (z. B. Ahorn oder Kirsche) einen „hellen / brillanten“ Klang erzeugen. Aufgrund der hohen Anzahl an Saiten und der damit verbundenen hohen Spannenergie wird der Korpus zur Stabilisierung typischerweise mit vier bis sechs Streben verstärkt, die längsgerichtet im Korpus in Nuten zwischen dem Wirbelstock der Prystrunky-Saiten und der unteren Saitenbefestigungsleiste eingesetzt werden. Dies verhindert insbesondere eine Verformung der flachen Decke, dessen Schwingungsverhalten maßgeblich für den Klang ist. Die Decke wird meist aus Nadelhölzern gefertigt und aus Fichten-,  Zedern- oder Kiefernbrettern gesägt, in der zur kunstvollen Verzierung auch Intarsien eingebracht werden. Die Stege für Bass- und Prystrunky-Saiten sind bei der Kiewbandura voneinander getrennt.

## Spielweise
Obwohl die Bandura sich durchaus für Sonaten und Konzerte eignet, ist sie doch besonders für die Begleitung von Sängern geeignet. Deswegen entstand die Kombination von Banduragruppen und Choralsängern als Synthese der beiden beliebtesten Formen der ukrainischen Musik. Sie taucht aber heutzutage auch vermehrt im Bereich des Folk-/Paganmetal auf.